# 许乐夫
许乐夫（1922年—1997年），山东临朐人，中国人民解放军将领、中国人民解放军中将。
许乐夫生于山东省临朐县杨善镇大辛庄，毕业于抗大一分校。1978年，接替赵兰田，担任北京军区空军政治委员。1988年，由赵炳耀接任。1988年，授中国人民解放军中将军衔，曾任空军副政治委员。